# Studzienice (gmina)
Pour les articles homonymes, voir Studzienice.
Studzienice est une gmina rurale du powiat de Bytów, Poméranie, dans le nord de la Pologne. Son siège est le village de Studzienice, qui se situe environ 7 km au sud-est de Bytów et 76 km au sud-ouest de la capitale régionale Gdańsk.
La gmina couvre une superficie de 175,96 km2 pour une population de 3 408 habitants.

## Géographie
La gmina inclut les villages de Bielawy, Błotowo, Bukówki, Cechyny, Chabzewo, Czarna Dąbrowa, Dzierżążnik, Fiszewo, Imieni, Jabłończ Wielka, Kamionka, Kłączno, Kostki, Koźlice, Łąkie, Lipuszki, Łubieniec, Małe, Ociaskowo, Okuny, Osława Dąbrowa, Osowo Małe, Półczenko, Półczno, Prądzonka, Przewóz, Rabacino, Róg, Róg Osada, Rynszt, Skwierawy, Sominki, Sominy, Studzienice, Ugoszcz et Widno.
La gmina borde les gminy de Brusy, Bytów, Dziemiany, Lipnica, Lipusz et Parchowo.